# Marie Větrovská
Marie Větrovská provdaná Široká (26. června 1912, Praha – 21. května 1987) byla česká a československá sportovní gymnastka, držitelka stříbrné medaile v soutěži družstev žen z LOH 1936 v Berlíně.
Od roku 1920 byla členkou Sokola Vinohrady. Po skončení závodní činnosti se stala instruktorkou na cvičitelských školách ČOS. V letech 1956-1960 dálkově studovala trenérskou školu na FTVS UK. Poté se stala vedoucí trenérkou základny Bohemians Praha (dříve Sokol Vinohrady), kde pracovala až do roku 1974.
Od roku 1988 se koná Memoriál Marie Široké, který je dnes součástí Českého poháru v gymnastice.